# شريان عجاني
شريان عجاني (بالإنجليزية: Perineal artery)‏ هو فرع من شريان فرجي غائر.